# Fallblox
 (février 2017).
Si vous disposez d'ouvrages ou d'articles de référence ou si vous connaissez des sites web de qualité traitant du thème abordé ici, merci de compléter l'article en donnant les références utiles à sa vérifiabilité et en les liant à la section « Notes et références ».
Fallblox (ou Crashmo) est un jeu vidéo de puzzle développé par Intelligent Systems et édité par Nintendo, sorti en 2012 sur Nintendo 3DS. Il est le second épisode de la série Pullblox (Pushmo).

## Synopsis
Un an après les événements de Pullblox, Papy Blox ferme le Parc Pullblox afin de rénover pour empêcher d'autres incidents et décide d'ouvrir un autre parc : Fallblox. Donc Millo (Mallo) va au parc pour inaugurer ce dernier. Mais il n'est pas tout seul, car Papy Blox a invité sa nièce, Poppy. En arrivant dans le parc en même temps que Millo, Poppy débarque d'une montgolfière composée de 100 oiseaux. En saluant Poppy, Millo fait peur aux oiseaux et ces derniers s'envolent aux sommets des casse-tête afin d'éviter le danger.
Donc Millo devra sauver les 100 oiseaux afin que Poppy rentre chez elle.

## Système de jeu
Identique à son prédécesseur, le joueur contrôle Millo à travers une grande quantité  de puzzles, les Fallblox. Le joueur peut pousser les blocs et sauter pour atteindre son objectif.
Cependant, les puzzles ont un effet de gravité et tombent lorsqu'ils n'ont pas de soutien. Le joueur peut aussi contrôler la caméra pour plus d'accessibilité de déplacements et de résolutions.
Le joueur peut aussi créer des Fallblox et les partager à partir de son fichier de sauvegarde (qui en offre trois, étant le seul opus à en offrir).

## Accueil critique
Fallblox, tout comme son prédécesseur, reçoit d'excellentes critiques avec une note de 86 sur Metacritic. Les graphismes et les changements du système de jeu effectués tout en gardant le charme de la série ont été appréciés ; bien que sa grande difficulté ait été pointée du doigt.